# 宮城野ボールパーク構想
宮城野ボールパーク構想（みやぎの・ボールパーク・こうそう）とは、宮城県仙台市宮城野区にある宮城野原公園総合運動場と、それに隣接する日本貨物鉄道（JR貨物）の仙台貨物ターミナル駅周辺の再開発の一環として、開閉式ドーム球場をベースにした都市公園を建設するという、地元政財界関係者らによる構想のこと。

## 宮城野ボールパーク構想推進協議会の計画案
具体的には、現在の宮城球場は老朽化が著しいスタンド部分などを取り壊して第2球場として練習や市民に開放し、その代わりとして隣接する仙台貨物ターミナル駅を移転させ、その跡地に全面天然芝のドーム球場を、また現在の仙台市陸上競技場の近接地に少年野球場（キッズスタジアム）も建設するプランを挙げている。また球場の建設に合わせて世界最大級の大観覧車を設置する構想もある。
宮城野ボールパーク構想推進協議会は3ヶ所を候補としていたが、陸上競技場を取り壊して球場を建設する場合はそれに代るスタジアムを仙台市近郊に新規建設、あるいは宮城スタジアム（利府町、宮城県総合運動公園内）に大会の機能を移動せざるを得なくなることや、仙台医療センターに近いことから騒音対策の問題が絡んだりする。（そのため応援規制がしかれることになった。詳しくはその項で）

## 仙台市の宮城野地区再開発計画案
一方、仙台市は陸上競技場をそのまま残すことを大前提条件として、まず宮城野貨物駅移転後に地元経済界が計画している開閉式ドーム球場を民間が中心となって建設し、現在の球場、陸上競技場を取り壊して現在の球場の場所に新しい陸上競技場を建設する。
また併せて現在の陸上スタジアムについては防災機能を兼ね備えた緑地公園として再整備していく。

## 課題
宮城県は宮城スタジアム完成以降、老朽化した仙台市陸上競技場を将来的には廃止・撤去して、陸上競技場の機能を宮城スタジアムにまとめたいとしている。現に仙台市陸上競技場は日本陸上競技連盟の公認指定も各種大会を行うのに必要な第1種ではなく、補助トラックが不要な第3種に降格させて公認を取得しており、それに伴い補助競技場も競技施設としては名目上は廃止されている（県条例上で「廃止」扱いとなっているに過ぎず、施設そのものは存続している）。また仮に仙台市陸上競技場がなくなると、市内中心部から陸上競技の練習施設がなくなることとなるため（とりわけ市内中心部の高校生のうち陸上部に所属する者は、日常の練習拠点を失うことになる）、反対姿勢を崩していない。
宮城球場が2004年11月に2005年度からの参戦を決定した東北楽天ゴールデンイーグルスの本拠地として、二期にわたる改修工事を経て見違えるほど立派なプロ野球のフランチャイズ球場として完成したことや、この構想により野球場をドーム化した場合も、近隣への騒音問題に対する配慮により開閉式の屋根がほとんど活用できていない福岡ドームの例もあり、まだ不確定要素も多い。